# McLeods Töchter (Fernsehfilm)
McLeods Töchter ist ein australischer Fernsehfilm von Michael Offer aus dem Jahr 1996. Fünf Jahre später entstand basierend auf diesem Film eine gleichnamige Fernsehserie, die von 2001 bis 2009 lief.

## Handlung
Jack McLeod führt in Australien zusammen mit seiner Tochter Claire die Rinderfarm Drover’s Run. Aus seiner zweiten Ehe hat Jack noch die Tochter Tess. Nach 20 Jahren treffen die beiden Schwestern wieder aufeinander. Eigentlich ist Tess auf den Weg nach Venedig und will nur den Tod ihrer Mutter mitteilen. Doch als Jack, bei dem Versuch sie von der Weiterreise aufzuhalten stirbt, erben Claire und Tess zu gleichen Teilen die verschuldete Farm.

## Hintergrund
Posie Graeme-Evans setzte ihre Idee zuerst in diesem Film um. Trotz des großen Erfolges, mit den bis heute höchsten Einschaltquoten im australischen Fernsehen, glaubte der Sender Nine Network nicht an den Erfolg einer Serie mit fünf weiblichen Hauptdarstellerinnen. Es wurde auf der Farm Kingsford gedreht. Als diese fünf Jahre später zum Verkauf stand, konnte Graeme-Evans den Sender Nine Network zum Kauf und zur Produktion der Fernsehserie McLeods Töchter überzeugen. Die Serie entstand dann schließlich mit einer anderen Besetzung und teilweise geänderter Handlung.